# Vozvraščenie rezidenta
Vozvraščenie rezidenta (Возвращение резидента) è un film del 1982 diretto da Veniamin Davydovič Dorman.

## Trama
Michail Tul'ev ha impedito l'azione di sabotaggio delle agenzie di intelligence occidentali.